# 小林エリカ
小林 エリカ（こばやし エリカ、1978年1月24日 - ）は、東京都出身の女性漫画家、作家、エスペランティスト。本名、小林えりか。日本ペンクラブ会員。
父はシャーロキアン、エスペランティストとして知られる作家・医師の小林司。母もシャーロキアンの東山あかね。
子どもがいることを明かしている。

## 経歴
東京大学大学院学際情報学府修士課程修了。
- 2003年：カナダ・バンフセンターにアーティスト・イン・レジデンス（国際交流基金）
- 2006年：エストニアEAA、フランスCAMACにアーティスト・イン・レジデンス（野村国際文化財団）
- 2007年 - 2008年：アジアン・カルチュラル・カウンシルの招聘でニューヨークに滞在
- 2010年：春よりkvinaメンバーと共に英語・日本語・エスペラント語三ヶ国語をモチーフにした本にまつわるプロジェクトLIBRO de KVINAを開始
- 2014年：小説『マダム・キュリーと朝食を』（「すばる」2014年4月号掲載）で第27回三島由紀夫賞候補、第151回芥川龍之介賞候補。
- 2020年：小説『トリニティ、トリニティ、トリニティ』（集英社）で第7回 鉄犬ヘテロトピア文学賞受賞
- 2022年：小説『最後の挨拶 His Last Bow』（講談社）で第44回日本シャーロック・ホームズ大賞奨励賞受賞
- 2023年：ACジャパン2023年度のプラン・インターナショナル・ジャパン支援キャンペーン「私に違う人生があることすら知らなかった。」でイラストを担当
- 2024年：小説『女の子たち風船爆弾をつくる』（文藝春秋）で第78回毎日出版文化賞受賞（文学・芸術部門）受賞、第46回野間文芸新人賞候補、第38回三島由紀夫賞候補

## 著書
- 『ネバーソープランド』（河出書房新社、2001年）
- 『空爆の日に会いましょう』（マガジンハウス、2002年）
- 『終わりとはじまり』（マガジンハウス、2006年）
- 『この気持ちいったい何語だったらつうじるの？』（理論社〈よりみちパン!セ〉、2009年）
- 『親愛なるキティーたちへ』（リトルモア、2011年）
- 『忘れられないの』（青土社、2013年）
- 『光の子ども 1』（リトルモア、2013年）
  - 『光の子ども 2』（リトルモア、2016年）
  - 『光の子ども 3』（リトルモア、2019年）
- 『マダム・キュリーと朝食を』（集英社 、2014年 / 集英社文庫、2018年）第27回三島由紀夫賞候補、第151回芥川龍之介賞候補
- 『彼女は鏡の中を覗きこむ』（集英社 2017年）
- 『トリニティ、トリニティ、トリニティ』（集英社、2019年）第7回鉄犬ヘテロトピア文学賞受賞
- 『最後の挨拶 His Last Bow』（講談社、2021年）第44回日本シャーロック・ホームズ大賞奨励賞受賞
- 『闇は光の母 (1) わたしは しなない おんなのこ』絵本（岩崎書店、2021年）
- 『彼女たちの戦争 嵐の中のささやきよ！』（筑摩書房、2024年）
- 『女の子たち風船爆弾をつくる』（文藝春秋、2024年）第78回毎日出版文化賞（文学・芸術部門）受賞

## 翻訳作品
- フランス語 "Trinity, Trinity, Trinity" 翻訳 Mathilde Tamaé-Bouhon (Dalva éditions 2021)
- 英語 "Trinity, Trinity, Trinity" 翻訳 Brian Bergstrom（Astra House 2022）日米友好基金日本文学翻訳賞2022-2023受賞
- 英語 "SUNRISE: Radiant Stories"  翻訳 Brian Bergstrom（Astra House 2023）

## 展示
- 『Your Dear Kitty, The Book of Memories』（Lloyd Hotel Amsterdam & CULTURAL EMBASSY, Amsterdam 2015）
- 『The Radiants』（BORTOLAMI GALLERY, New York 2015）
- 『ここに棲む』（アーツ前橋 2015）
- 『六本木クロッシング2016展：僕の身体（からだ）、あなたの声』（森美術館 2016）
- 『Trinity』（軽井沢ニューアートミュージアム 2017）
- 『野鳥の森 1F』（Yutaka Kikutake Gallery 2019）
- 『更級日記考―女性たちの、想像の部屋』（市原湖畔美術館 2019）
- 『話しているのは誰？ 現代美術に潜む文学』（国立新美術館 2019）
- 『His Last Bow』（Yamamoto Keiko Rochaix, London 2019）
- 『りんご前線 — Hirosaki Encounters』（弘前れんが倉庫美術館、青森 2021-2022）
- 『Omoshirogara』（The Museum DKM, Duisburg 2021-2022）
- 『「子どもと不条理：それでも世界は生きるに値する 第Ⅰ期『子どもと戦争』』（聖心女子大学 グローバルプラザ 2023）

## 脚本・舞台作品
- 「Radium Girls 2011 project UNDARK」Phew＋小林エリカ 楽曲提供：Dieter Moebius が行なっている。
- 『女の子たち 紡ぐと織る/Girls, Spinning and Weaving』寺尾紗穂、青葉市子、脚本：小林エリカ（隅田川怒涛 2021）
- 『女の子たち 風船爆弾をつくる/Girls, Making Paper Balloon Bombs』寺尾紗穂、角銅真実、浮、古川麦  脚本：小林エリカ（王子ホール 2023）

## 出演
- SWITCHインタビュー 達人達「加藤登紀子×小林エリカ」（NHK、2020年2月1日）
- ポリタスTV（YouTube、2024年8月18日）
- エアレボリューション（ニコニコ生放送、2024年12月6日）